# Csak játszom
A Csak játszom Keresztes Ildikó negyedik nagylemeze. 2010. március 29-én jelent meg. Az előző, aranylemezes Minden, ami szép volt CD hagyományait követve, ezen is az ország legjobb pop-rock dalait válogatták össze. A "nagy generáció" leghíresebb énekesnőinek (Kovács Kati, Cserháti Zsuzsa) régi gyöngyszemeiből és a mai könnyűzene legismertebb zenekarainak (Tankcsapda, Hooligans, Ákos) dalaiból született egy válogatás. A korongon újszerű, ismeretlen dalokat is találhatunk az elmúlt néhány évből. Ildikó zenésztársaival mindegyik dalt rockosabbra faragta az eredetinél. A lemezre felkerült a Csillag születik 2.-ben Tabáni Istvánnal énekelt duett, illetve Máté Péter "Hazám" című dala is, amit Ildikó 2009. augusztus 20-án énekelt a tévében, a tűzijáték előtt. Két új szerzemény is hallható a lemezen (Csak a miénk; A nevem), ezek Björn Lodin svéd zeneszerző dalai. 2011-ben a lemezt Fonogram-díjra jelölték, az év hazai klasszikus pop-rock albuma kategóriában.
...sikerült belecsempészni két vadonatúj dalt és egy-két olyan újnak ható szerzeményt, ami ugyan elhangzott már más előadóktól, de a közönség kevésbé ismeri... De a legizgalmasabb számomra, ha egy férfi énekesnek, vagy zenekarnak írt nótát énekelhetek; a lemez legjobban sikerült felvételei a Tankcsapdától és Ákostól származnak. Felénekeltem Pálvölgyi Géza dalát, valamint Jenei Szilveszter Kinek mondjam el vétkeimet c. szerzeményét is... Mikor tudomást szerzett Björn Lodin a készülő lemezemről, felajánlotta új szerzeményeit, amelyekből kettőt kiválasztottam... Orbán Tamás és Szabó Eszter írt rájuk szöveget; a Csak a miénk című lassú dalra legalább öt verzióban készült szöveg, míg meg nem találtuk a megfelelőt. Björn nótáiban valahogy ezt éreztem: slágeres, szerethető, ugyanakkor nagyon igényes. Azonnal jól éreztem magam bennük.

## Kritika
Hegedűs István - Rockinform - 2010. május
Csak játszom. A kijelentés, amely egyben lemezcím is, több mindenre utal. Mindenekelőtt arra, hogy játszani lehet komolyan is, anélkül, hogy a mutatvány bűzlene az izzadságszagtól. Hiszen az istenáldotta tehetség több kilométerről is megismerszik - ez már az első hangokból kiderül. De utalás arra is, hogy Keresztes Ildikónál az istenáldotta tehetség nem jár kézen fogva az ördögtől való exhibicionizmussal. Pusztán játékból össze lehet pakolni egy nagylemeznyi anyagot, többségében olyan dalokból, amelyek nem egészen ismeretlenek a tisztelt zsűri előtt, s szinte észrevétlen módon hozzá lehet ragasztani két másikat, amit még nem hallott magyar földön élő emberfia. Legfeljebb svéd. Pedig lehetett volna folytatni a jól bevált, azóta bearanyozódott utat, át lehetett volna menteni akár még egy csokorra valót a múltból - mindent, ami szép volt - de minek? Inkább előre kell lépni. Meg kell keményíteni az alapokat, a hangzást, a Kicska-Hetényi vídiaminőségű ritmusszekcióra ültetett, Szekeres Tamás ujjnyomait viselő invenciózus gitárszólókkal, fülben maradó dallamokkal, hiszen Keresztes Ildikó igazán ebben a közegben van otthon. A spektrum széles, de a negyvennyolcból nem enged: csak olyan dal jöhet számításba, amit kellő empátiával, beleérzéssel tud átadni. Cserháti Zsuzsa Hamu és gyémántja önmagáért beszél, a Barta-szerzemény, Szabad vagyok hangzásában egyszerre szólal meg Kovács Kati és Keresztes Ildikó, Máté Péter Hazám c. opusza pedig ars poeticájában is tovább él. Valóságos vérátömlesztésen mennek át a dalok, különös tartalommal töltődnek meg az Ákos-, a Tankcsapda- és a Hooligans átiratok.
"Én most játszom, és kész!" - jelentette ki határozottan a senkivel össze nem téveszthető orgánumú, sokoldalú énekesnő a vele készült interjúban. Ez a játék korhatár és stíluskorlátok nélkül, mindenkinek jó szívvel ajánlható. És sok-sok év garanciával.

## Számlista
|     | Cím                                                                         | Szerző(k)                                                                              | Eredeti előadó  | Hossz |
| --- | --------------------------------------------------------------------------- | -------------------------------------------------------------------------------------- | --------------- | ----- |
| 1.  | Csak a miénk                                                                | Björn Lodin, Lars-Åke Löwin - Björn Lodin: Magyar szöveg: Orbán Tamás                  | új dal          | 3:45  |
| 2.  | Örökké tart                                                                 | Lukács László, Fejes Tamás, Molnár Levente - Lukács László                             | Tankcsapda      | 4:35  |
| 3.  | A nevem                                                                     | Björn Lodin, Gabor Mirkovics, Zsolt Csillik / Björn Lodin: Magyar szöveg: Szabó Eszter | új dal          | 3:37  |
| 4.  | Hamu és gyémánt                                                             | Kassai Róbert, Varga Szabolcs - Valla Attila                                           | Cserháti Zsuzsa | 4:56  |
| 5.  | Hazám                                                                       | Máté Péter                                                                             | Máté Péter      | 4:31  |
| 6.  | Játszom                                                                     | Tóth Tibor - Várszegi Ákos                                                             | Hooligans       | 4:16  |
| 7.  | Kinek mondjam el vétkeimet                                                  | Jenei Szilveszter                                                                      | Bayer Friderika | 3:27  |
| 8.  | Az én utam vár                                                              | Menyhárt János - Miklós Tibor                                                          | Tissy           | 3:26  |
| 9.  | Szabad vagyok                                                               | Barta Tamás - Adamis Anna                                                              | Kovács Kati     | 3:20  |
| 10. | Magányos csónak (Valami Amerika 2.)                                         | Pálvölgyi Géza - Duba Gábor                                                            | Tompos Kátya    | 3:03  |
| 11. | Híd a folyón                                                                | Szűcs Norbert - Szabó Ági                                                              | Botos Eszter    | 3:32  |
| 12. | Ilyenek voltunk                                                             | Kovács Ákos, Madarász Gábor - Kovács Ákos                                              | Kovács Ákos     | 4:11  |
| 13. | Várj, míg felkel majd a nap (élő felvétel a Csillag születik 2. döntőjéből) | Lerch István - Demjén Ferenc                                                           | V'Moto-Rock     | 3:13  |

## Közreműködtek
- Keresztes Ildikó - ének
- Szekeres Tamás - gitárok (2., 4-6., 8-9., 11-12.), zenei rendező
- Björn Lodin - gitárok (1., 3.), basszusgitár (1.)
- Lars-Åke Löwin - gitárok (1.)
- Thomas Larsson - gitárok (3.)
- Jenei Szilveszter - gitárok, vokál (7.)
- Sipeki Zoltán - gitárok (10.)
- Kicska László - basszusgitár (4-6., 8-9., 11.)
- Egyházi Gábor - basszusgitár (2., 12.)
- Weine Johnansson - basszusgitár (3.)
- Giret Gábor - basszusgitár (10.)
- Gömöry Zsolt - billentyűs hangszerek (2., 4-6., 8-9., 11-12.)
- Örjan Fernkvist - billentyűs hangszerek (1., 3.)
- Pálvölgyi Géza - billentyűs hangszerek (10.)
- Szűcs István - billentyűs hangszerek (7.)
- Beke Márk - billentyűs hangszerek (12.)
- Hetényi Zoltán - dobok (4-6., 8-9., 11.)
- Sümeghi Tamás - dobok (2., 12.)
- Robban Bäck - dobok (1.)
- Mårten Ronsten - dobok (3.)
- Gyenge Lajos - dobok (10.)
- Csányi István - szaxofon (4., 7.), vokál (1-4., 6-8., 11-12.)
- Géczi Erika - vokál (7.)
- Szabó Csilla - vokál (7.)
- Jamie Winchester - vokál (10.)
- Schmidt Vera - vokál (10.)
- Tabáni István - ének (13.)

## Toplista

### Csak játszom (album)
| Toplista (2010)                        | Helyezés | Minősítés  |
| -------------------------------------- | -------- | ---------- |
| MAHASZ Top 40 album- és válogatáslemez | 3        | Aranylemez |

### Csak a miénk (dal)
| Toplista (2010)              | Helyezés |
| ---------------------------- | -------- |
| Rádiós Top 40 játszási lista | 32       |